# Bottle Living
Bottle Living – singel Dave’a Gahana, frontmana i wokalisty grupy Depeche Mode, promujący album Paper Monsters.

## Wydany w krajach
- Grecja (CD-R)
- Niemcy (3" CD)
- Unia Europejska (CD, DVD)
- USA (CD)
- Wielka Brytania (12", CD-R)

## Informacje
- Nagrano w
- Produkcja
- Teksty i muzyka

## WydaniaMute
- numer katalogowy: P12 MUTE 310, wydany kiedy, format: CD, kraj: Wielka Brytania:
  1. Bottle Living (Tomcraft Vocal) – 7:47
  2. Bottle Living (Tomcraft Dub) – 7:47
  3. Bottle Living (Machinehead DJ Mix) – 6:46

- numer katalogowy: PL12 MUTE 310, wydany kiedy, format: CD, kraj: Wielka Brytania:
  1. Bottle Living (T. Raumschmiere Vocal Mix) – 5:21
  2. Bottle Living (T. Raumschmiere Instrumental Mix) – 5:21
  3. Hidden Houses (Alexander Kowalski Remix) – 5:16
  4. Bottle Living (Machinehead Synth Mix) – 6:29

- numer katalogowy: CD MUTE 310P, wydany kiedy, format: 3„ CD, kraj: Niemcy:
  1. Bottle Living – 3:32
  2. Hold on (Radio Mix (Extended Version)) – 3:52

- numer katalogowy: CD MUTE 310, wydany kiedy, format: CD, kraj: Unia Europejska:
  1. Bottle Living – 3:31
  2. Hold on (Radio Mix (Extended Version)) – 3:52
  3. Bottle Living (Tomcraft Vocal) – 7:50

- numer katalogowy: LCD MUTE 310, wydany kiedy, format: CD, kraj: Unia Europejska:
  1. Bottle Living (Machinehead Lyric Mix) – 6:06
  2. Bottle Living (T. Raumschmiere Vocal Mix) – 5:21
  3. Hidden Houses (Alexander Kowalski Remix) – 5:18

- numer katalogowy: DVD MUTE 310, wydany kiedy, format: DVD, kraj: Unia Europejska:
  1. Bottle Living (wideo) – 3:31
  2. Bottle Living (Tomcraft Dub) – 7:50
  3. Bottle Living (Machinehead Synth Mix) – 6:31

- numer katalogowy: MUTE 310, wydany kiedy, format: CD-R, kraj: Wielka Brytania:
  1. Bottle Living (T. Raumschmiere Vocal Mix) – 5:21
  2. Bottle Living (Tomcraft Vocal) – 7:50
  3. Hidden Houses (Alexander Kowalski Remix) – 5:18
  4. Bottle Living – 3:35

- numer katalogowy: MUTE 310, wydany kiedy, format: CD-R, kraj: Wielka Brytania:
  1. Bottle Living – 3:31
  2. Hold on (Radio Mix (Extended Version)) – 3:55
  3. Bottle Living (Tomcraft Vocal) – 7:50
  4. Bottle Living (Machinehead Lyric Mix) – 6:06
  5. Bottle Living (T. Raumschmiere Vocal Mix) – 5:21
  6. Hidden Houses (Alexander Kowalski Remix) – 5:18
  7. Bottle Living (Tomcraft Dub) – 7:50
  8. Bottle Living (Machinehead Synth Mix) – 6:31
  9. Bottle Living (Machinehead DJ Mix) – 6:48
  10. Bottle Living (T. Raumschmiere Instrumental Mix) – 5:21

## WydaniaReprise
- numer katalogowy: 2-42671, wydany kiedy, format: CD, kraj: USA:
  1. Bottle Living – 3:31
  2. Bottle Living (Tomcraft Vocal) – 7:47
  3. Bottle Living (Machinehead Lyric Mix) – 6:04
  4. Bottle Living (T. Raumschmiere Vocal Mix) – 5:21
  5. Hidden Houses (Alexander Kowalski Remix) – 5:15
  6. Hold on (Radio Mix (Extended Version)) – 3:52

- numer katalogowy: PRO-CDR-101152, wydany kiedy, format: CD, kraj: USA:
  1. Bottle Living – 3:31

## WydaniaVirgin
- numer katalogowy: bez numeru, wydany kiedy, format: CD-R, kraj: Grecja:
  1. Bottle Living – 3:31
  2. Hold on (Radio Mix (Extended Version)) – 3:55
  3. Bottle Living (Tomcraft Vocal) – 7:50
  4. Bottle Living (Machinehead Lyric Mix) – 6:06
  5. Bottle Living (T. Raumschmiere Vocal Mix) – 5:21
  6. Hidden Houses (Alexander Kowalski Remix) – 5:18
  7. Bottle Living (Tomcraft Dub) – 7:50
  8. Bottle Living (Machinehead Synth Mix) – 6:31
  9. Bottle Living (T. Raumschmiere Instrumental Mix) – 5:21
  10. Hold on (Radio Version) – 3:27